# Xian Y-20
El Xian Y-20 (en chino, 运-20; pinyin, Yun-20) es un avión de transporte militar desarrollado por parte del fabricante aeronáutico chino Xi'an Aircraft Industrial Corporation para la Fuerza Aérea del Ejército Popular de Liberación. El Y-20 es una aeronave que se sitúa entre el Boeing C-17 Globemaster III y el Airbus A400M en cuanto a capacidad. El Y-20 está motorizado con cuatro turbofán D30 de fabricación rusa, aunque la versión final está equipada con los motores chinos WS-20.

## Desarrollo
El avión fue diseñado y desarrollado principalmente bajo la dirección de la empresa china Xi'an Aircraft Industrial Corporation. Ciertas partes del ala fueron desarrolladas por la Oficina de Diseño Antonov. A finales de 2020, Y-20 finalmente incorporó motores WS-20 autóctonos, que se espera mejoren sus prestaciones.
El Y-20 hizo historia al ser el primer avión de carga que utilizó tecnología de impresión 3D para acelerar su desarrollo y reducir sus costes de fabricación. Además es el tercer avión en utilizar la tecnología MBD, después del Airbus A380 y Boeing 787. Un equipo de proyecto para implementar MBD se formó en 2009, y después del éxito inicial con el tren de aterrizaje principal la aplicación de MBD se expandió a todo el avión y se volvió obligatoria para los contratistas y subcontratistas del programa Y-20. Se estima que así el trabajo de diseño se redujo en un 40%, la preparación para la producción en un 75% y el ciclo de fabricación en un 30%. Además el Y-20 es también el primer avión en China que adopta la tecnología de diseño asociativo (ADT) en su desarrollo. La ADT acortó el tiempo de desarrollo en al menos 8 meses, y una modificación del diseño de las alas que antes tomaba una semana se redujo a 6 horas.
El Y-20 estuvo en fase de pruebas en tierra desde diciembre de 2012, incluyendo las pruebas de rodaje en pista. En julio de 2016 el primer Y-20 de serie fue entregado a la PLAAF, siendo asignado al 12º Regimiento de la 4ª División de Transporte. La aeronave realizó su primer vuelo el 26 de enero de 2013.

## Historial operativo

### Producción
En 2014, un informe de la Universidad de Defensa Nacional del Ejército Popular de Liberación indicó que el transporte civil y militar de la República Popular China necesitaba 400 Y-20. En 2016, Zhu Qian de Aviation Industry Corporation of China declaró que se necesitaban más de mil. 
Después de incorporar el Y-20 al servicio PLAAF, los analistas notaron que el Y-20 tenía una tasa de producción extremadamente rápida, con una gran cantidad de aviones de producción detectados dentro de la base de pruebas PLAAF.

### Despliegue

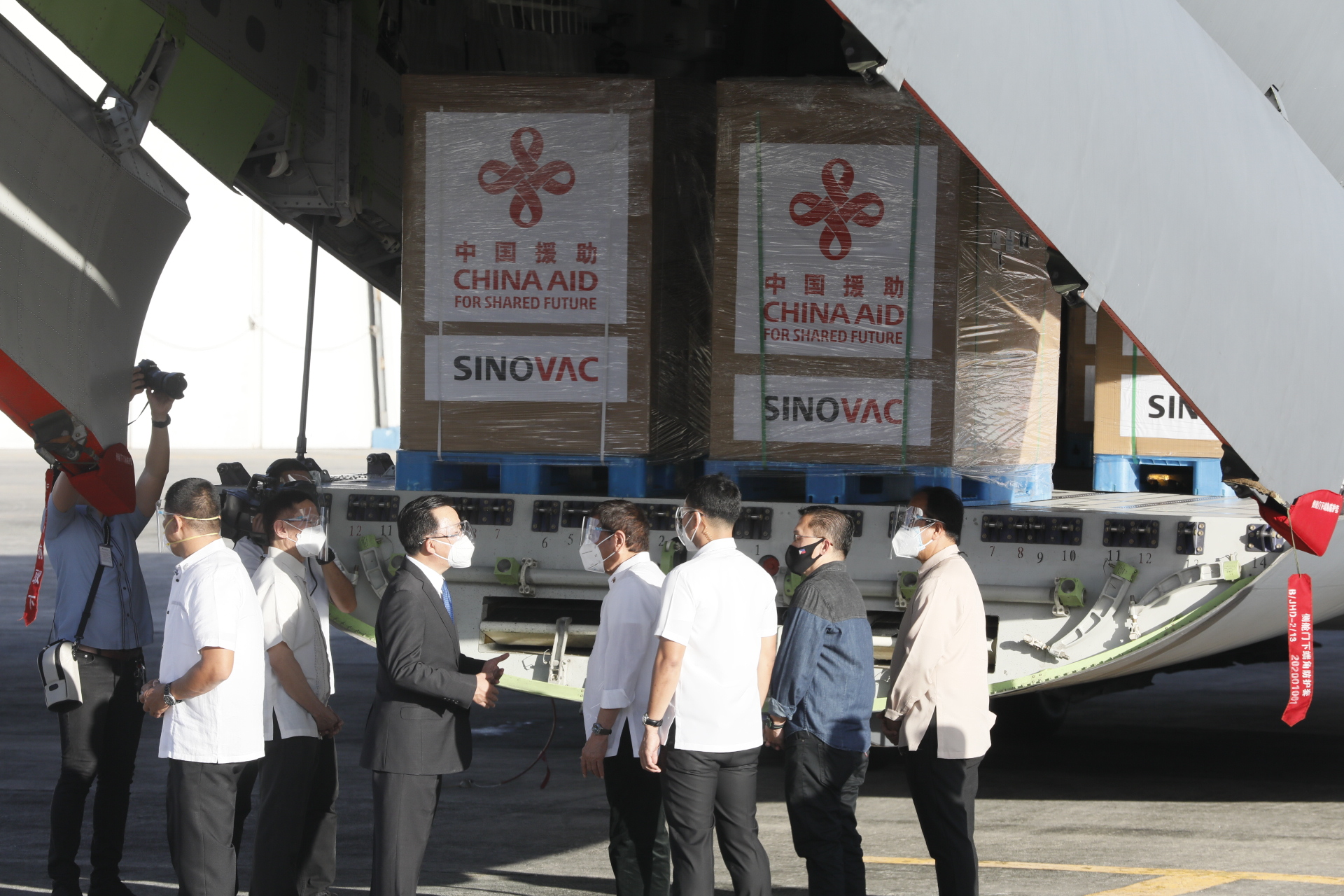
El embajador chino y expresidente de Filipinas, Rodrigo Duterte, frente a las puertas de carga del Y-20

El 6 de julio de 2016 se entregó el primer Y-20 de serie (número de serie 11051) a la PLAAF en una ceremonia. El segundo avión numerado 11052 siguió poco después - fue asignado al 12º Regimiento de la 4ª División de Transporte en Qionglai, Chengdu. 
El 8 de mayo de 2018, los medios militares de la PLAAF anunciaron que el Y-20 había realizado recientemente sus primeras operaciones conjuntas de entrenamiento de lanzamiento desde el aire con las tropas aerotransportadas de la PLAAF . 

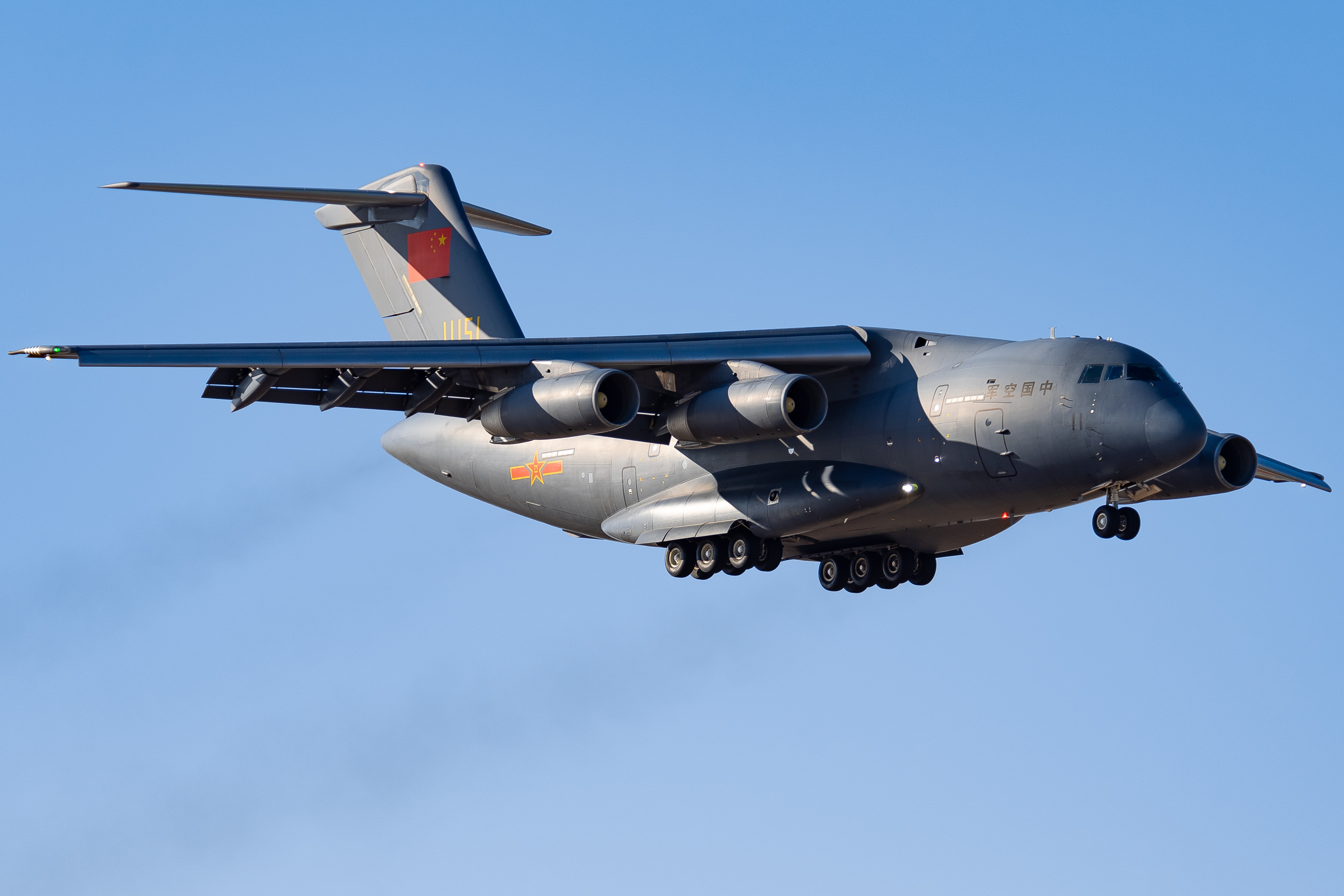
Un Y-20 aterrizando en el Aeropuerto Internacional de Beijing Capital para transportar la vacuna Sinopharm BIBP a Camboya en febrero de 2021

El 13 de febrero de 2020, el Y-20 formaba parte de una flota que entregó suministros y personal a Wuhan. La operación fue parte de un esfuerzo por mitigar lo que se convirtió en la pandemia de COVID-19 . Una flota de 11 aviones entregó 2.600 miembros del personal médico militar a Wuhan. La flota PLAAF de 11 aviones consta de 6 Y-20, 3 Il-76 y 2 aviones de transporte Y-9.  Esta es la primera misión civil del Y-20, lo que indica la creciente participación militar en la respuesta a la pandemia. 
El 5 de junio de 2021, se observó que la flota de aviones de transporte de la PLAAF, incluido el Y-20, patrullaba el Mar de China Meridional, que fue acusada de intrusión por parte de Malasia.  El analista de la Fuerza Aérea de Autodefensa de Japón, Aita Moriki, creía que la acción china era para mostrar las capacidades de proyección de energía de los cultivos aerotransportados. 
El 28 de noviembre de 2021, el avión cisterna Y-20U fue visto en el lado suroeste de la isla de Taiwán entre 27 aviones militares. Esta es la primera observación de Y-20U fuera del interior de China. 
El 27 de enero de 2022, dos aviones Y-20 llegaron a Tonga después de viajar más de 10 000 kilómetros desde Guangzhou Baiyun , entregando 33 toneladas de suministros, incluidos alimentos, agua dulce, purificadores de agua y tiendas de campaña, debido a la erupción Hunga Tonga-Hunga Ha'apai de 2022. y maremoto . 
El 9 de abril de 2022, seis aviones Y-20 aterrizaron en el aeropuerto de Belgrado Nikola Tesla en Serbia y, según se informa, entregaron un envío de sistemas de misiles tierra-aire FK-3 .
El 28 de junio de 2022, seis Y-20 llegaron a Afganistán para entregar 105 toneladas de ayuda humanitaria en respuesta al terremoto de junio de 2022 en Afganistán . 
El 1 de agosto de 2022, el coronel senior y portavoz de la PLAAF, Shen Jinke, dijo en una conferencia de prensa que el avión cisterna Y-20 comenzó el entrenamiento de preparación para el combate. La aeronave está confirmada en el servicio PLAAF con la designación confirmada YY-20.  La designación se confirmó más tarde como YY-20 en Zhuhai Airshow 2022. El YY-20 presenta patrocinadores de tren de aterrizaje rediseñados con extremos delanteros y traseros más afilados, lo que reduce la turbulencia del aire.  En septiembre de 2022, China publicó imágenes de petroleros Y-20 que brindan reabastecimiento de combustible aéreo a los cazas Chengdu J-20 . 
A principios de septiembre de 2022, Y-20 estuvo presente en la exhibición aérea Airpower 22 en Austria. Esta fue la primera vez que el Y-20 estuvo presente en una exhibición aérea en Europa occidental.

### Listas relacionadas
- Embraer KC-390
- Airbus A400M
- Boeing C-17 Globemaster III
- Kawasaki C-X
- Ilyushin Il-76
- Antonov An-70